# Setacera durani
Setacera durani är en tvåvingeart som beskrevs av Cresson 1935. Setacera durani ingår i släktet Setacera och familjen vattenflugor. Inga underarter finns listade i Catalogue of Life.